# Тупицин Юрій Гаврилович
Юрій Гаврилович Тупицин (рос. Юрий Гаврилович Тупицын, 7 грудня 1925, Дрезна — пом.23 грудня 2011, Волгоград) — радянський та російський письменник-фантаст і військовий льотчик.

## Біографія
Юрій Тупицин народився в підмосковному місті Дрезна у сім'ї текстильників. У 1936 році сім'я майбутнього письменника переїздить до Ташкента, де Юрій Тупицин закінчив школу та вступив до Середньоазіатського індустріального інституту. У 1943 році студента індустріального інституту направляють до льотної школи, після закінчення якої він отримує звання лейтенанта. Далі Юрій Тупицин служив штурманом у бомбардувальній авіації, а в 1952 році вступив до Військово-повітряної академії. У 1955 році Тупицин закінчив академію із золотою медаллю, після чого служив старшим штурманом у полку реактивних бомбардувальників. Пізніше Юрій Тупицин переходить на викладацьку роботу, і працює в Качинському вищому військовому авіаційному училищі, де очолював кафедру керування літаками.
Помер Юрій Тупицин у грудні 2011 року у Волгограді.

## Літературна творчість
Юрій Тупицин розпочав літературну творчість у 1969 році із публікації фантастичного оповідання «Синій світ», яке пізніше стало частиною роману «Ефект серфінгу» (інша назва цього роману «Казка про кохання, ХХІІІ століття»). У 1972 році вийшла друком перша збірка його творів за назвою його першого оповідання, і з цього року письменницька діяльність стає другою професією Тупицина. Для творчості письменника характерно переважання творів «твердої» наукової фантастики, переважно кісмічної тематики. Значну частину його творчості займає серія творів про екіпаж космічного корабля «Торнадо». Із цього циклу виділяється роман «У хащах Даль-Гея», у якому з точки зору комуністичної ідеології ведеться розповідь про прогресорську діяльність землян на планеті Даль-Гей, якій перешкоджають місцеві реакціонери та кримінальні елементи. Центральне місце у творчості Юрія Тупицина займає роман «Далека дорога», в якому описується відкриття у майбутньому планети із незвичайними властивостями та невдалу спробу контакту із іншопланетною цивілізацією. Цей роман відрізняється від низки інших радянських фантастичних творів тим, що в ньому письменник висловив думку про те, що навіть у майбутньому ідеальному комуністичному суспільстві людство не позбудеться внутрішніх протиріч. а також конфліктів між окремими особистостями. Сам же Юрій Тупицин у своїх творах чітко дотримувався стилю соціалістичного реалізму, та навіть виступав у ролі літературного критика творів молодих письменників, які не дотримувалися партійної лінії у написанні фантастичних творів.

## Переклади
Твори Юрія Тупицина перекладені кількома іноземними мовами, зокрема німецькою, чеською, угорською, японською мовами.

### Романи
- 1976 — Перед дальней дорогой (І частина роману «Дальняя дорога»)
- 1978 — В дебрях Даль-Гея
- 1981 — Тайна инженера Грейвса
- 1984 — Дальняя дорога
- 1986 — Инопланетянин
- 1991 — Сказка о любви, XXIII век
- 1996 — На восходе солнца
- 1996—2000 — Славка

### Повісті
- 1971 — Саванна отдает тайну
- 1972 — Эхо мезозоя
- 1972 — Безумие
- 1974 — Химеры далекой Юкки
- 1980 — Красные журавли
- 2000 — «Случайный»
- 2005 — Цветы для Людмилы